# Arrodets
Arrodets é uma comuna francesa na região administrativa de Occitânia, no departamento dos Altos Pirenéus. Estende-se por uma área de 0,9 km², Em 2010 a comuna tinha 20 habitantes (densidade: 22,2 hab./km²)..